# Hermandad del Calvario (Málaga)
La Hermandad del Monte Calvario, cuya denominación oficial es Muy Antigua y Venerable Hermandad de Vía Crucis del Santo Cristo del Calvario y Señor San Francisco de Paula y Cofradía de Nazarenos del Santísimo Cristo Yacente de la Paz y de la Unidad en el Misterio de su Sagrada Mortaja, Nuestra Señora de Fe y Consuelo, Santa María del Monte Calvario y San Manuel González, es una hermandad de Málaga, miembro de la Agrupación de Cofradías, que participa en la Semana Santa malagueña.

## Historia
En el año 1656, se creó una Hermandad de penitencia llamada "Hermandad del Santo Cristo del Calvario", integrada por hermanos de la Orden Tercera de San Francisco de Paula. En aquella fecha se construyó una ermita donde se le daba culto al Sagrado Titular, y que en el siglo XVIII fue reformada. Al mismo tiempo, se establecieron las Estaciones del Vía Crucis a lo largo del Monte Calvario malagueño para practicarlo todos los viernes del Año. Los cultos en la Ermita del Monte Calvario se seguían celebrando a lo largo de los siglos XIX y XX, aunque no aparecía el nombre de la Hermandad como tal.
En el año 1970 se adquiere la imagen del Cristo Yacente de la Paz y de la Unidad, y se adquieren las imágenes del misterio de la Sagrada Mortaja, restaurándose otras imágenes como Santa María del Monte Calvario y María Magdalena, trabajo realizado por Luis Álvarez Duarte. 
En 1977 un grupo de jóvenes cofrades se reúnen en torno a la imagen del Cristo Yacente de la Paz y la Unidad y de Santa María del Monte Calvario con el fin de reorganizar la Hermandad del Monte Calvario. El Sábado Santo de 1979 salieron por primera vez desde el Santuario de la Victoria, con todos los enseres prestados por otras Cofradías de Málaga, en actitud de hermanamiento. La Cofradía salió por la feligresía de la Victoria, volviendo de nuevo a encerrarse en el Santuario de la Victoria. En 1980 se salió el Viernes Santo con el trono prestado por el Cristo de la Exaltación. En 1981 fueron aprobadas sus reglas y erigida canónicamente. En este mismo año se aprueba el ingreso de la Hermandad en la Agrupación de Cofradías, saliendo por primera vez por el recorrido oficial en 1982. En 1988 es cuando la capilla del Monte Calvario queda adscrita a la hermandad por decisión del Obispado.
En el año 1995 se lleva a cabo la procesión con el nuevo trono de Santa María del Monte Calvario, mostrando así dos tronos: el de la Sagrada Mortaja completo y el de Santa María del Monte Calvario acompañada de San Juan Evangelista. Se opta por representar la Sagrada Mortaja siguiendo el extendido modelo marcado por la Mortaja de Sevilla, con las imágenes del Señor y la Santísima Virgen formando un grupo escultórico a modo de ‘Piedad’, al pie de la cruz.
En la madrugada del 26 de febrero del 2006 se produce un incendio en la Ermita del Calvario destruyendo las imágenes del Santísimo Cristo Yacente y de Nuestra Señora de Fe y Consuelo que estaban preparadas para el Quinario en el trono de Vía crucis. El Señor queda calcinado parcialmente y de la Virgen sólo queda la cabeza que al ser de terracota no se destruye totalmente. En 2007 son presentadas las Sagradas Imágenes restauradas del Santísimo Cristo Yacente de la Paz y la Unidad y Nuestra Señora de Fe y Consuelo. La restauración fue realizada por el profesor e imaginero D. Juan Manuel Miñarro.
Veinte años después, en 2014, el Misterio de la Sagrada Mortaja sale de nuevo con la primitiva representación iconográfica que se mantuvo hasta 1994. Se estrena un catafalco diseñado y realizado por el malagueño José María Ruiz Montes.

## Iconografía
- El primer trono representa la Sagrada Mortaja de nuestro Señor Jesucristo, es decir, el momento en el que el sagrado cuerpo de Cristo es ungido para la sepultura sobre la losa del sepulcro. Las imágenes que componen la escena de este trono son: el Santísimo Cristo Yacente de la Paz y la Unidad en el Misterio de su Sagrada Mortaja, cuyo cuerpo aparece depositado sobre un catafalco dispuesto para ser amortajado, la Santísima Virgen María bajo su advocación de Nuestra Señora de Fe y Consuelo, los piadosos varones José de Arimatea y Nicodemo y las santas mujeres María Magdalena, María de Cleofás y María Salomé.
- El segundo trono representa, bajo palio, la imagen de Santa María del Monte Calvario, acompañada del apóstol San Juan, dando una expresión plástica a las palabras de Cristo pronunciadas en la Cruz, por las que quedaron íntimamente vinculados la Virgen María y el discípulo amado.[3]

## Imágenes
- La imagen del Santísimo Cristo Yacente de la Paz y de la Unidad fue realizada en 1970 por Antonio Eslava Rubio en madera de pino de Flandes. Representa a Cristo muerto, una vez descendido de la cruz, y dispuesto sobre la losa del sepulcro para ser amortajado. La imagen fue restaurada por Juan Manuel Miñarro en 2006. María Magdalena es anónima del siglo XIX, restaurada por Álvarez Duarte. María Salomé, José de Arimatea y Nicodemo son obra de Juan Manuel García Palomo entre 1993 y 1995. María de Cleofás es obra de Juan Ventura (1980).
- La imagen de la Virgen de Fe y Consuelo es anónima de los años 1770 y 1771, atribuida a Antonio Asensio de la Cerda. Posee cabeza y cuello modelados en terracota policromada, así como un juego de manos entrelazadas del mismo material. Fue restaurada por Juan Manuel Miñarro en 2006.
- La imagen de Santa María del Monte Calvario, bendecida en la Ermita del Monte Calvario el Viernes de Dolores de 1941, era de autor desconocido de origen granadino. En 1972 fue totalmente remodelada por el imaginero Luis Álvarez Duarte. En 2001 fue repolicromada por Juan Manuel Miñarro. San Juan Evangelista es obra de Antonio Eslava del año 1965.
- La imagen del Santo Cristo del Calvario es obra de Juan Manuel Miñarro del año 2005 y bendecida en la Parroquia de San Lázaro de Málaga el día 6 de marzo de dicho año. Es una imagen tallada en madera de cedro en su totalidad, con los pies y las muñecas clavados en la Cruz, que representa la agonía de nuestro Señor durante su cruel martirio.
- La Hermandad posee dos imágenes del Señor San Francisco de Paula, una obra de Antonio Gómez de Valdivieso, fechada en 1794, de candelero, con el busto y manos de madera tallada y policromada, que viste el tradicional hábito mínimo; y otra obra anónima dieciochesca de madera tallada y policromada, con su hábito mínimo del mismo material, excepto el escapulario y la capucha que son de tela encolada. Fue restaurada y repolicromada en 2016 por Israel Cornejo.[3][2]

## Tronos
- El trono del Santísimo Cristo Yacente de la Paz y de la Unidad es obra de Antonio Martín (2007- 2010) con imaginería de Manuel Carmona. El programa iconográfico del cajillo, inspirado en el retablo de la iglesia del Sagrario (Málaga), representa todas las estaciones del Vía Crucis y otros momentos evangélicos fundamentales como la Resurrección y la Última Cena.
- El trono de Santa María del Monte Calvario es diseño de Fernando Prini (1993) con orfebrería de Santos Campanario (1994-1999). El palio fue diseñado por Eloy Téllez y bordado por Salvador Oliver (bambalinas delantera y trasera, 2011-2013) y Jesús Arco López (bambalinas laterales) y el techo de palio estrenado en la Semana Santa de 2023, ejecutado por Jesús Arco López. El trono, realizado en plata de ley y alpaca, presenta un cajillo que pretende tomar la figura de la propia María, y de una serie de mujeres que hayan supuesto o significado un punto de inflexión en nuestra historia pasada y, más concretamente, tomar a unas mujeres bíblicas como referente directo de valía, superación y entrega.[4]

## Singularidades
- Antes de realizar su salida procesional desde el interior del Santuario de la Victoria, los hermanos realizan el rezo del Vía Crucis con la imagen del Cristo Yacente desde la ermita hasta su trono procesional. Tras la procesión, se realiza el traslado de las imágenes del Cristo Yacente y Santa María del Monte Calvario hasta su ermita.
- La Cruz Guía es una reproducción de la cruz-relicario venerada en la capilla del Santuario de la Victoria y porta una astilla de la cruz de Cristo (Lignum Crucis) y una reliquia de San Francisco de Paula. Por eso, el hermano que la porta debe llevar un paño humeral en señal de respeto, y la Cruz es continuamente incensada. El «muñidor» abre el cortejo avisando de esta oportunidad con el tañer de las campanas que porta.[5] Cruz Guía de la Hermandad del Monte Calvario.

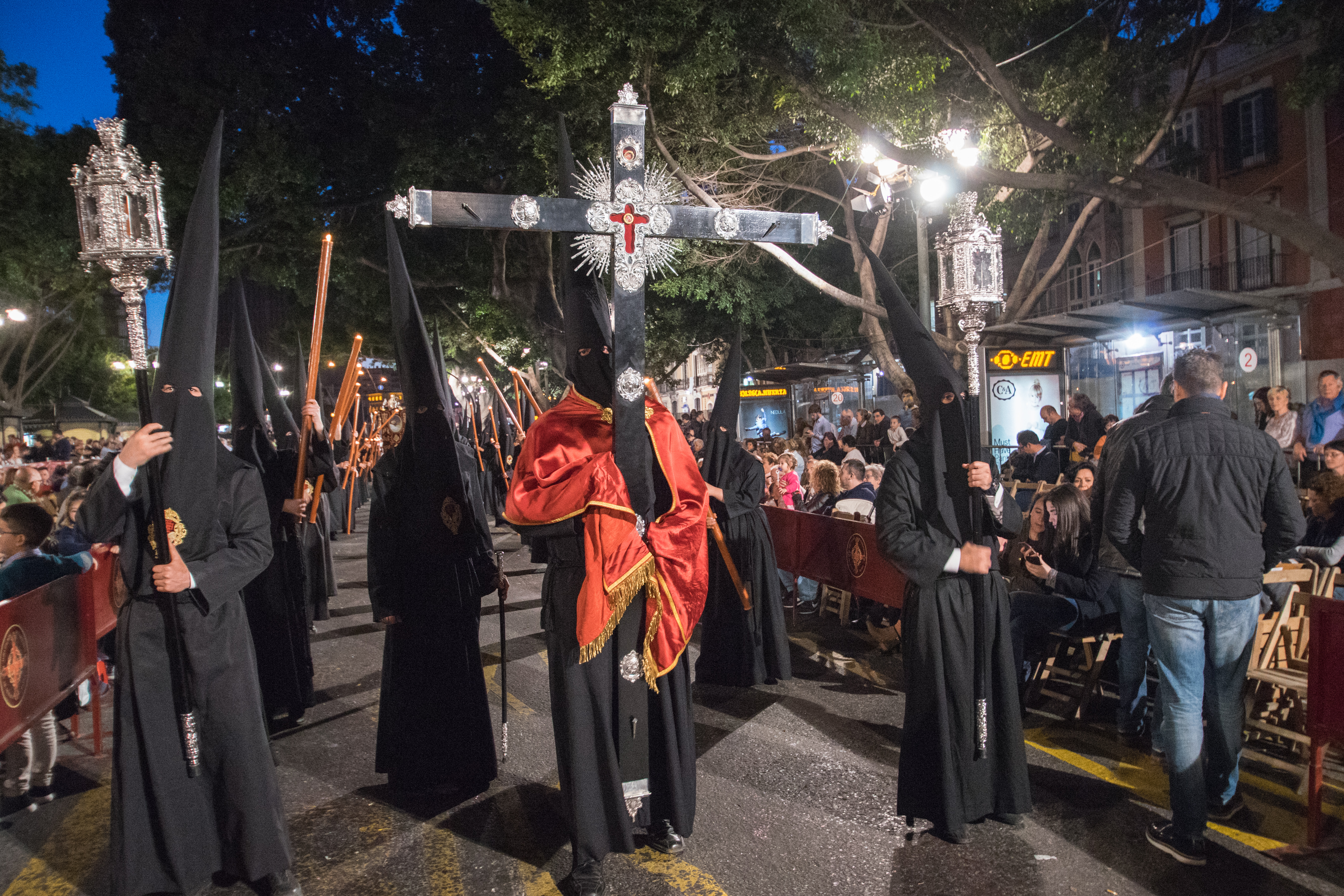
Cruz Guía de la Hermandad del Monte Calvario.

## Marchas dedicadas

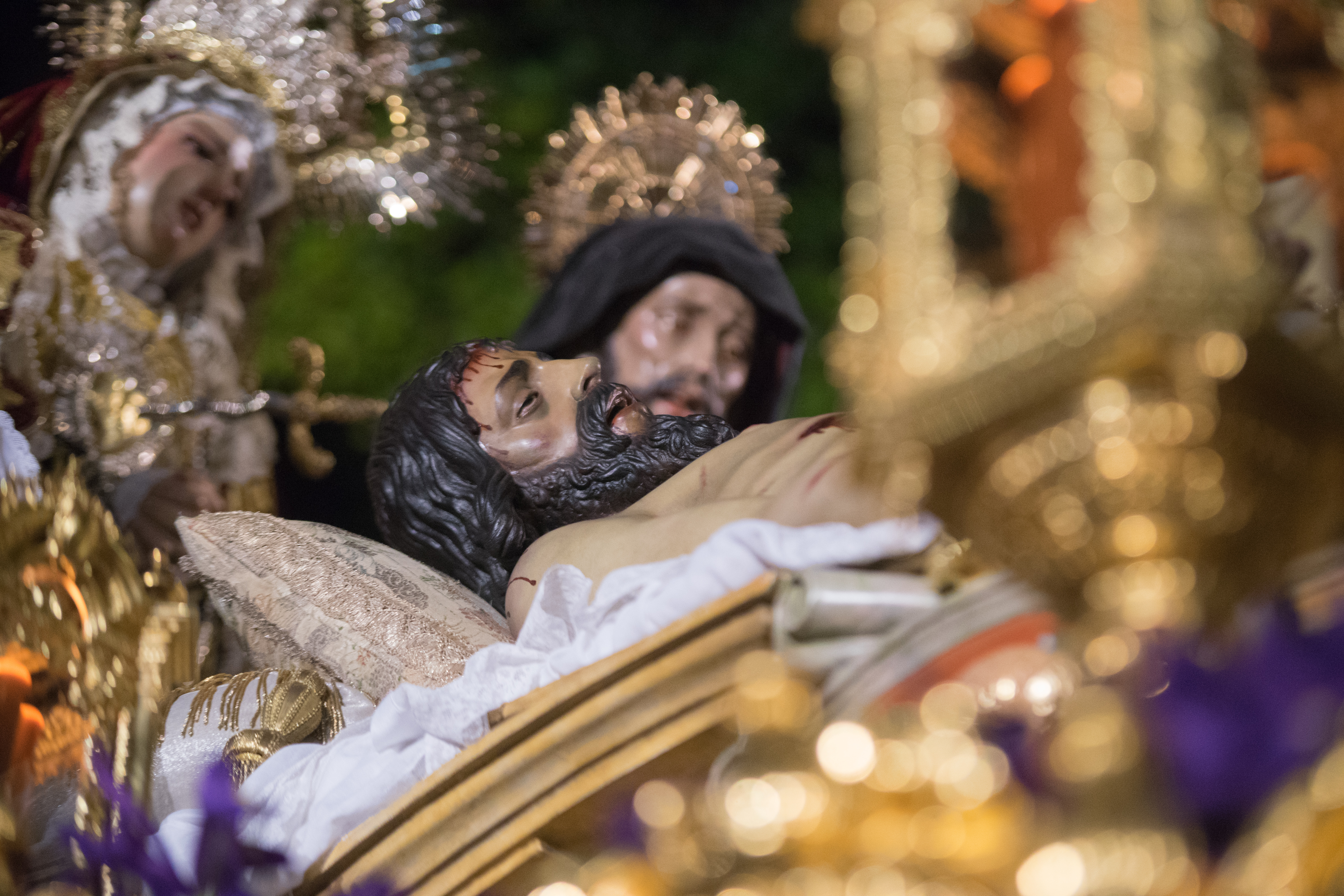
Santísimo Cristo Yacente de la Paz y de la Unidad en el Misterio de su Sagrada Mortaja

### Banda de Música
Marchas dedicadas al Santísimo Cristo Yacente de la Paz y la Unidad en el Misterio de su Sagrada Mortaja:
- Benigne Fac Domine, Eduardo Ocón Rivas (1846), adaptada por Manuel Gámez López (1984)
- Adoración, Manuel Espada Vicario (1998)
- Cristo Yacente en el Monte Calvario, Rafael Huertas Soria (1999)

Marchas dedicadas a Nuestra Señora de Fe y Consuelo:
- Fe y Consuelo, Antonio Moreno Pozo (2013)

Marchas dedicadas a Santa María del Monte Calvario:
- Santa María del Monte Calvario, Manuel Gámez López (1987)
- Monte Calvario, Manuel Espada Vicario (1995)
- Monte Calvario, José Iglesias González (1997)
- Santa María en el Monte Calvario, Rafael Huertas Soria (1999)
- Soledad Andaluza, José María Chamorro Díaz (2003)
- Santa María del Monte Calvario, Gabriel Robles Ojeda (2004)
- Virgen del Monte Calvario, Francisco Javier Alonso Delgado (2004)
- Santa María del Monte Calvario (Saeta malagueña), José Manuel Bernal Montero (2013)
- Vigía de Nuestra Fe, Narciso Pérez Espinosa (2014)
- Flor del Calvario, Francisco Javier Criado Jiménez (2016)
- A la Virgen del Monte Calvario, Julián González Planes (2022)

### Cornetas y Tambores
- En los brazos de María, Miguel Ángel Gálvez (2000)

### Capilla Musical
- Christus factus est, Manuel Gámez
- Salve a Sta. Mª del Monte Calvario, P. Manuel Gámez (2012)[6]

## Recorrido Oficial
| Predecesor: La Esperanza (Jueves Santo) | Orden de entrada en el Recorrido Oficial (Viernes Santo) 1.er lugar | Sucesor: El Descendimiento |